# Paul Lafargue

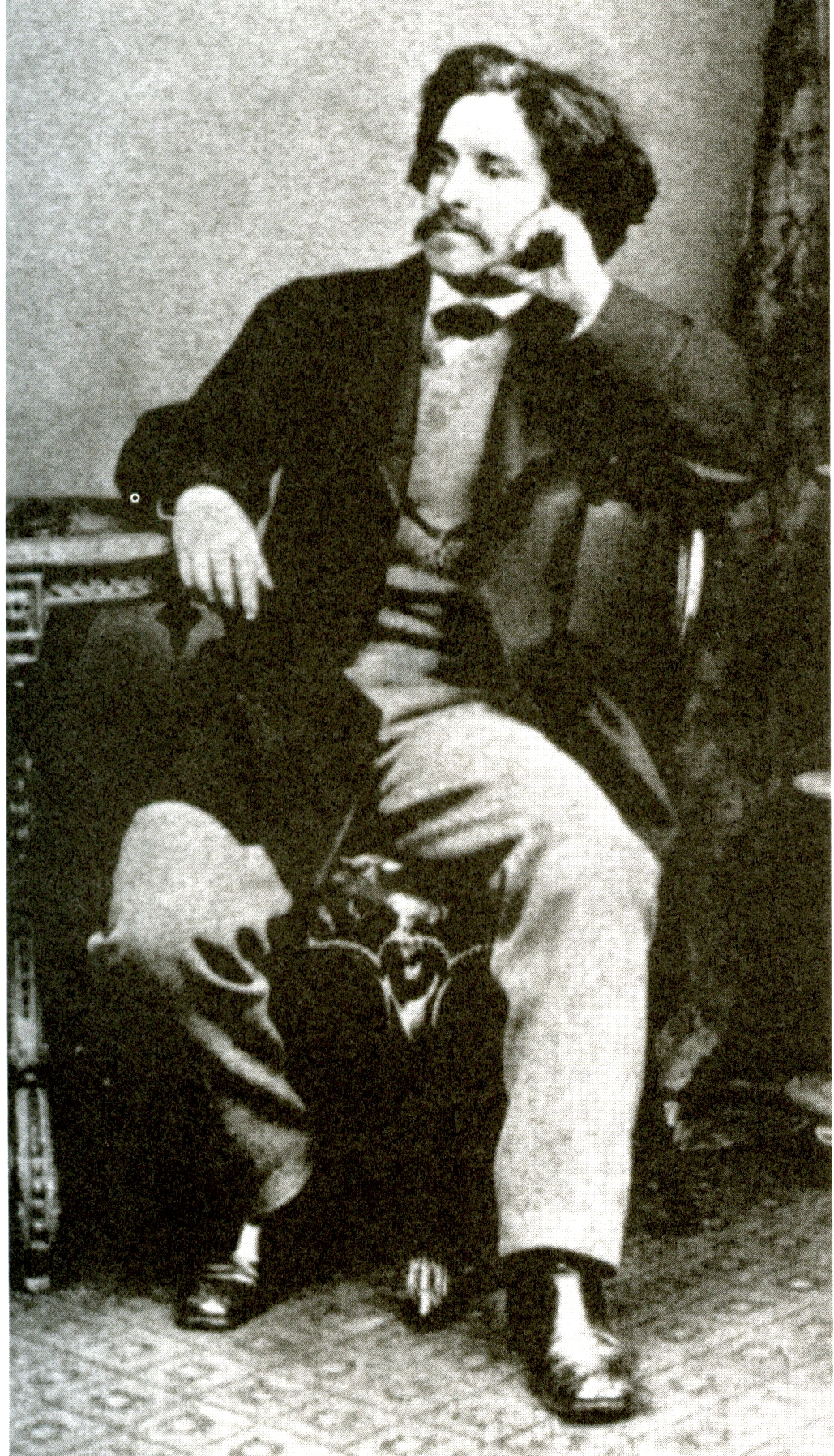
Paul Lafargue 1871.

Paul Lafargue, född 15 januari 1842 i Santiago de Cuba på Kuba, död 26 november 1911 i Draveil i Frankrike, var en fransk socialistisk författare, ekonomikritiker, arbetskritiker och politisk aktivist, känd för den starkt polemiska skriften Rätten till lättja (1880, reviderad 1883) och som aktiv i Pariskommunen 1871. Lafargue var gift med Laura Marx (född 1845), som var Karl Marx och Jenny von Westphalens näst äldsta dotter. Lafargue menade att industrin utvecklas långsammare i länder med längre arbetstid, något som stämmer i kraft av att det i varje fall korrelerar empiriskt. Således förordade han en lagstadgad arbetsdag på absolut maximalt tre timmar.

## Biografi
Lafargue föddes i Santiago de Cuba. Fadern ägde kaffeplantager i landet och familjens välstånd gjorde att de hade råd att låta sonen studera i Santiago och senare i Frankrike. 1851 flyttade Lafargue till Bordeaux och därefter till Toulouse och Paris, där han studerade medicin. Det var också under denna tid som hans filosofiska och politiska karriär påbörjades.
Mellan 1873 och 1882 bodde han i London och undvek att praktisera läkaryrket eftersom han mist tilltron till det. Från 1880 och framåt arbetade han åter som redigerare vid tidningen L'Egalité.
Tillsammans med Jules Guesde var han ledare för det franska marxistpartiet, Franska arbetarpartiet (Parti ouvrier français, POF), och blev 1891 deputerad. Bland hans skrifter märks bland annat I'évolution économique (1892) och La propriété (1895).
| ”                                                  | Ett besynnerligt vansinne har gripit arbetarklassen i de länder där den kapitalistiska civilisationen härskar. Detta vansinne drar i sitt kölvatten med sig det individuella och sociala elände, som sedan två århundraden plågar en dyster mänsklighet. Det är kärleken till arbetet, den med döden kämpande lidelsen för arbete, vilken drivits dithän att livskraften hos den enskilda människan och hennes avkomma bryts ned. Istället för att kurera denna sinnesförvirring har präster, ekonomer och moralister gjort arbetet till något heligt. | „ |
| – Ur: Rätten till lättja, inledningen av kapitel 1 | |   |

Lafargue och hustrun Laura Marx valde att på ålderns höst avsluta sina liv tillsammans genom att gemensamt begå självmord med hjälp av varsin dödlig dos kaliumcyanid den 25 november 1911. Lafargue var då 69 år och Marx 66 år gammal. Deras självmord överraskade omgivningen som inte hade anat några som helst tecken på att paret var självmordsbenäget. Laura lämnade inget meddelande efter sig, men det gjorde Paul.
Hans självmordsnotis proklamerade: "Frisk till kropp och själ, tar jag mitt eget liv innan den obarmhärtiga ålderdomen sätter in och berövar mig tillvarons glädjeämnen och nöjen".

## ”Rätten till lättja”
Lafargues bok Rätten till lättja (Le droit à la paresse) översattes 2017 åter igen till svenska av Marie Berthelius med ett efterord av Sven-Eric Liedman.
Lafargue menade att det var vansinnigt att folket kämpade för rätten till åtta timmars arbetsdag. Han betraktade det som åtta timmars träldom, exploatering och lidande, och menade att det var fritid, glädje och självförverkligande man borde ha kämpat för, och så få timmars slaveri som möjligt.
Automationen, som på Lafargues tid hade nått långt, skulle utan vidare kunna reducera arbetstiden till tre eller fyra timmar per dag. Därmed skulle en stor del av dygnet återstå för sådant som man egentligen vill göra – umgås med vänner, koppla av, njuta av livet, idka lättja.
Lafargue menade att maskinen är mänsklighetens frälsare om den arbetstid den frigör blir till fritid, men att den tid som frigörs blir vanligtvis omgjord till ytterligare arbetstimmar, ytterligare timmar av slit och släp. 

## Inflytande

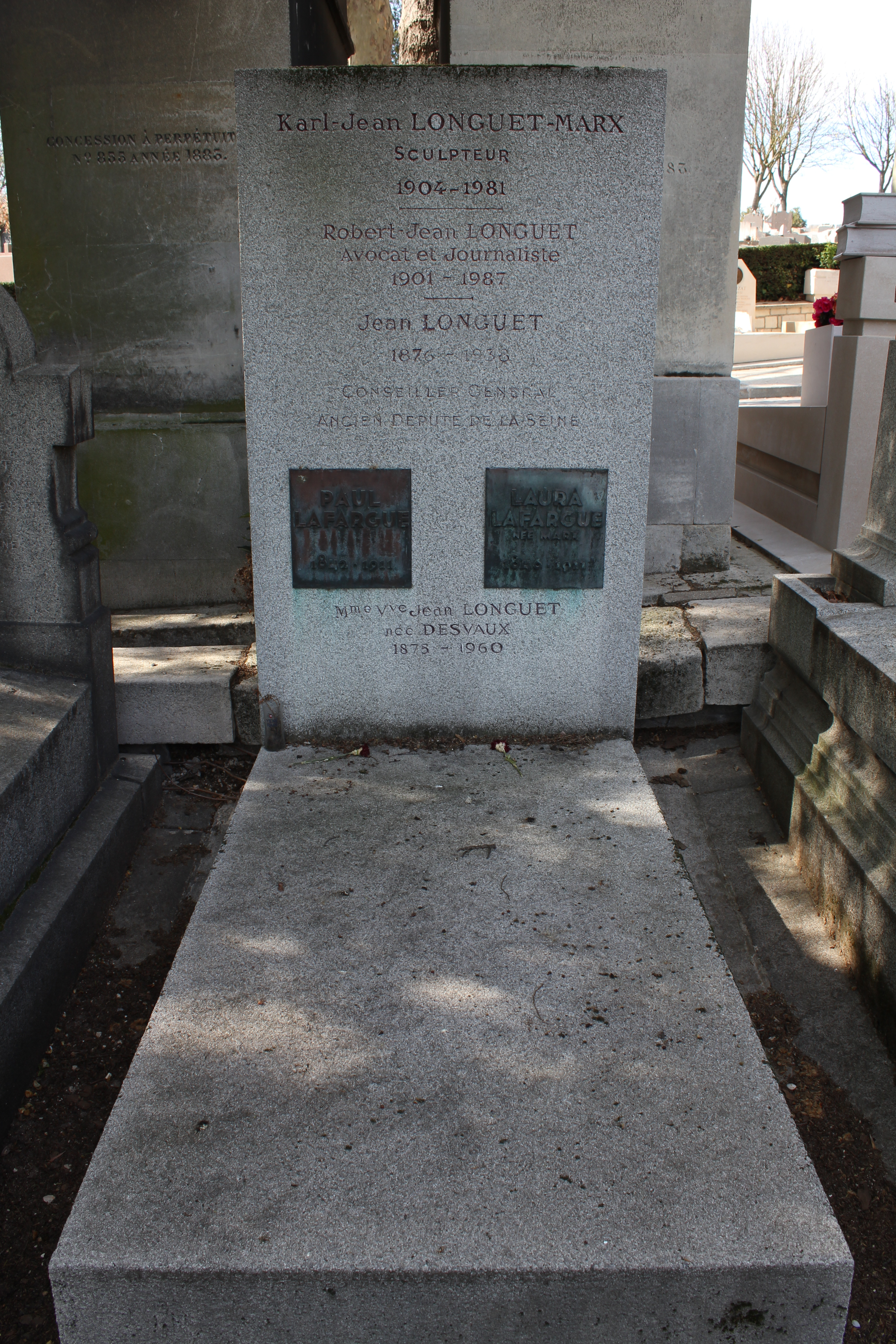
Lafargue & Marx grav.

Lafargue talade på sin tid inte för helt döva öron, arbetarrörelsen hade ännu ett koncept om arbetstidsförkortning för att kunna njuta av det som gör livet värt att leva. Lafargue gav ett kraftfullt slagord till denna kamp, nämligen: Rätten till lättja! Hela vägen bort till Sverige tog sig inflytandet. Ingrid Millbourn skrev exempelvis, om än i andra ordalag, i sin avhandling "Rätt till maklighet': Om den svenska socialdemokratins läroprocess 1885-1902.